# 加藤景廉
加藤 景廉（かとう かげかど）は、平安時代末期から鎌倉時代初期の武将。鎌倉幕府の有力御家人。藤原利仁の流れを汲む加藤景員の次男。

## 経歴
加藤氏は元々伊勢国を本拠としていた。伊勢加藤氏の館は、安濃津の近くの下部田（現在の三重県津市南羽所）にあったと言われているが、明確な所在は不明（『津市史』より）。
平氏との争いにより父・景員に従って伊豆国に下り、工藤茂光らの協力を得て土着勢力となった。
嘉応2年（1170年）に伊豆諸島で勢力を伸ばした源為朝討伐に従軍し、大敗して自刃した為朝の首をはねて、戦功を挙げたと伝わる。治承4年（1180年）に源頼朝が平氏打倒のため挙兵すると、父や兄と共にその麾下に参じ、平氏の目代・山木兼隆を討ち取るという大功を立てた。このような武勇に基づき源平盛衰記は景廉のことを「殊更きりもなき剛の者、そばひらみずの猪武者」と記している。
頼朝が石橋山の戦いに敗北した後、兄・加藤光員と共に甲斐国大原荘（富士吉田市、富士河口湖町）に逃れるが、やがて武田氏と共に駿河国に侵攻、鉢田の戦いで目代・橘遠茂を討ち、その後は源範頼に付いて瀬戸内海で平家を討ち、頼朝の奥州藤原氏攻略の際にも従うなど幾度かの武功があった。
その後頼朝は関東を制圧して鎌倉殿と称されるようになり、景廉は側近として頼朝に仕えた。病持ちであったと見られ、寿永元年（1182年）6月7日、鎌倉由比浦で弓馬の芸の披露が行われた後の宴席で酒を飲み過ぎて気を失い、佐々木盛綱が大幕で景廉を包み抱えて運び出したという。翌日、頼朝が車大路の景廉の家へ見舞いに訪れている。
元暦2年（1185年）源範頼率いる平氏追討に病身を押して船に乗り九州へ向かったが、鎌倉に残っていた父の加藤景員は、景廉がおそらく死を免れないであろうことを頼朝に訴えたところ、頼朝は驚き嘆息し、親書をもって範頼に命令して景廉に療養せしめ、平癒の後は早く帰すように伝えた。そして景廉に懇ろな見舞状と馬一頭を送ってこれに乗って帰るように申し送った。
文治5年（1189年）8月の奥州合戦の阿津賀志山の戦いで藤原泰衡の館木口を攻めるなど戦功を立てた。頼朝の信任は厚く、建久4年（1193年）頼朝の命により安田義資を誅殺し、その父・義定の所領遠江国浅羽庄地頭職を与えられた。
頼朝が死去した後、正治2年（1200年）に梶原景時の変で梶原景時が滅ぼされると、これと親しかったため一旦は連座して所領の一部を収公されたが大したことはなかった。
建仁3年（1203年）9月の比企能員の変において、北条時政の命で比企能員を謀殺した仁田忠常を、北条義時の命によって景廉が謀殺した。吾妻鏡によると、5日に危篤状態だった源頼家が回復すると逆に頼家から仁田忠常に対し、時政討伐の命令を受ける。翌晩、能員追討の賞を受けるべく時政邸へ向かうが、帰宅の遅れを怪しんだ弟たちの軽挙を理由に謀反の疑いをかけられ、時政邸を出て鎌倉御所へ戻る途中で加藤景廉が殺害した。
また比企能員の嫡男の比企余一兵衛尉は女装して戦場を抜け出したが、道中で加藤景廉が首を取っている。
その後も和田合戦などの諸戦で幕府方として働き、再度元老の座に返り咲いた。
三代将軍・源実朝の代に鎌倉幕府の評定衆となったが、実朝が鶴岡八幡宮参詣の際に警護の任にあたったが、公暁によって暗殺されたため、警備不行き届きの責任を感じて出家し覚蓮坊妙法と改名。承久3年（1221年）6月の承久の乱では宿老の一人として鎌倉に留まったが、8月3日に66歳で没した。
墓は静岡県伊豆市牧之郷にある。

## 領地
遠江国浅羽荘、伊豆国狩野荘、甲斐国の大原荘・小松荘、三河国の河津荘、上総国の角田荘、備前国の上鴨荘・下鴨荘、美濃国遠山荘（現在の岐阜県恵那市・中津川市の大部分と瑞浪市の陶地区）も領地として与えられた。

## 遠山荘と景廉
遠山荘は美濃国恵那郡の大部分で中心地は岩村であった。
- 文治元年(1185年)に源頼朝の重臣の加藤景廉が功績により拝領。(美濃国諸旧記)
- 建久6年(1196年)に源頼朝の重臣の加藤景廉が功績により拝領。(遠山譜)

「美濃国恵那郡遠山庄事　右為勲功之賞遠山加藤次景廉所充行也者　早令領知可被専所務之状如件　建久六乙卯年三月三日頼朝判」
その後、長男が遠山景朝と称し遠山氏の初代となる。景朝は承久年間（1219年～1222年）、岩村城の敷地内に八幡神社を創建し、景廉を誉田別命の配神として祀った。岩村町歴史資料館には加藤景廉公の神像が保存されている。

## 岐阜県恵那市岩村町の景廉伝説
治承年間の頃、美濃国の遠山荘では盗賊が野に充ちて里人が困っていた。遠山荘の山上邑の邑長は伊勢神宮を訪れ盗賊の難を免れるよう祈った。するとその夜、神が偉人に命じて悉く盗賊を誅する夢を見た。翌日、宇治橋上に一人の壮士を見たので名を尋ねたところ、壮士は自分は伊勢国の住人で加藤景廉と称し、これから関東へ赴き託する処を求めていると言った。邑長は喜び、神が偉人に命じて悉く盗賊を誅する夢を見たことを伝え、遠山荘へ招いて盗賊を退治してもらった。景廉はその後暫く遠山荘の山上邑の邑長の家に滞在していたが源頼朝が伊豆国で立ち上がったことを聞き馳せ参じて従った。そして功を挙げて、領地を貰う際に遠山荘を請いて認められた。景廉は山上邑へ戻り岩の上に座り城の場所を定めた。その岩を腰掛岩と言い、その丘を祖父峯(ちちがね)という。今も岩村町の山上家には景廉が使用したと伝わる大きな飯椀があるという。

## 兄弟
兄の加藤光員は、元久元年（1204年）、三日平氏の乱で平家残党を追討した賞を受け、西面武士として検非違使に任ぜられ、大夫判官と称した。その後、伊勢守となり、承久3年（1221年）の承久の乱では加藤氏存続のため、朝廷方に属し敗れたため所領の伊豆国狩野荘牧之郷は没収され、景廉に与えられた。没年は不明だが、乱後間もなく死去したものと見られる。
景廉の子で、光員の甥にあたる遠山景朝の領地である美濃国恵那郡遠山荘の明知（現在の岐阜県恵那市明智町）の龍護寺に、光員一族の墓とされる五輪塔が存在している。

## 子孫
長男の景朝が岩村城を本拠地として遠山氏の初代となり、遠山景朝と称し地頭となり戦国時代末期まで存続した。その分家苗木遠山氏は江戸時代に苗木藩1万石の大名となり廃藩置県まで存続して明治に時代に華族、華族令施行後に子爵に叙せられた。また分家明知遠山氏は江戸幕府の旗本となった。江戸の町奉行となった遠山景元（遠山の金さん）は、明知遠山氏の分家の子孫である。
甲斐国都留郡の上野原は鎌倉幕府に功績のあった加藤景長が支配した。 
戦国時代、加藤氏は数代にわたって甲斐武田氏や小山田氏に従って当地を支配し、大倉要害山などに砦を造るなどして国境を守ったといわれている。加藤景忠は保福寺や牛倉神社を造営して当地の支配を強めたが、武田滅亡時に妻子共々討死にしその遺領は、近世初頭にかけて北条・徳川・豊臣の覇権争いに巻き込まれた。 
景廉の子孫を称する家系は伊勢、伊豆、甲斐、美濃、尾張、三河などに存在した。美濃国からは豊臣秀吉の家臣となった加藤光泰が出、その系統は大洲藩主として明治維新まで存続した。また三河加藤氏を称する加藤嘉明は会津藩40万石を領する大大名となったものの、その子孫は会津騒動によって水口藩2万石の大名となり、明治維新まで存続した。両家とも華族令施行後に子爵となっている。

## 画像集

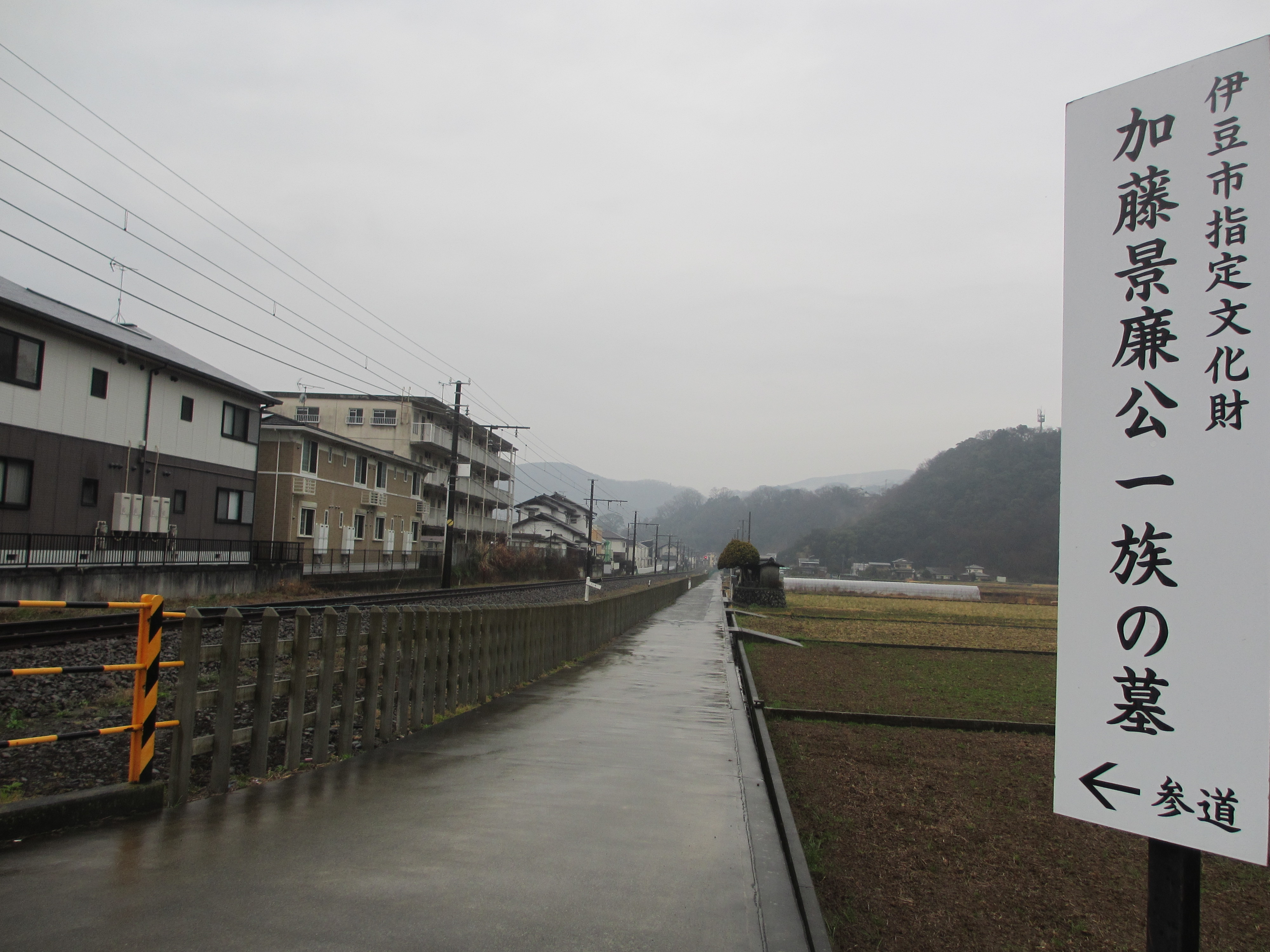
加藤景廉公一族の墓案内板（伊豆箱根鉄道大仁駅～牧之郷駅の間、線路脇）
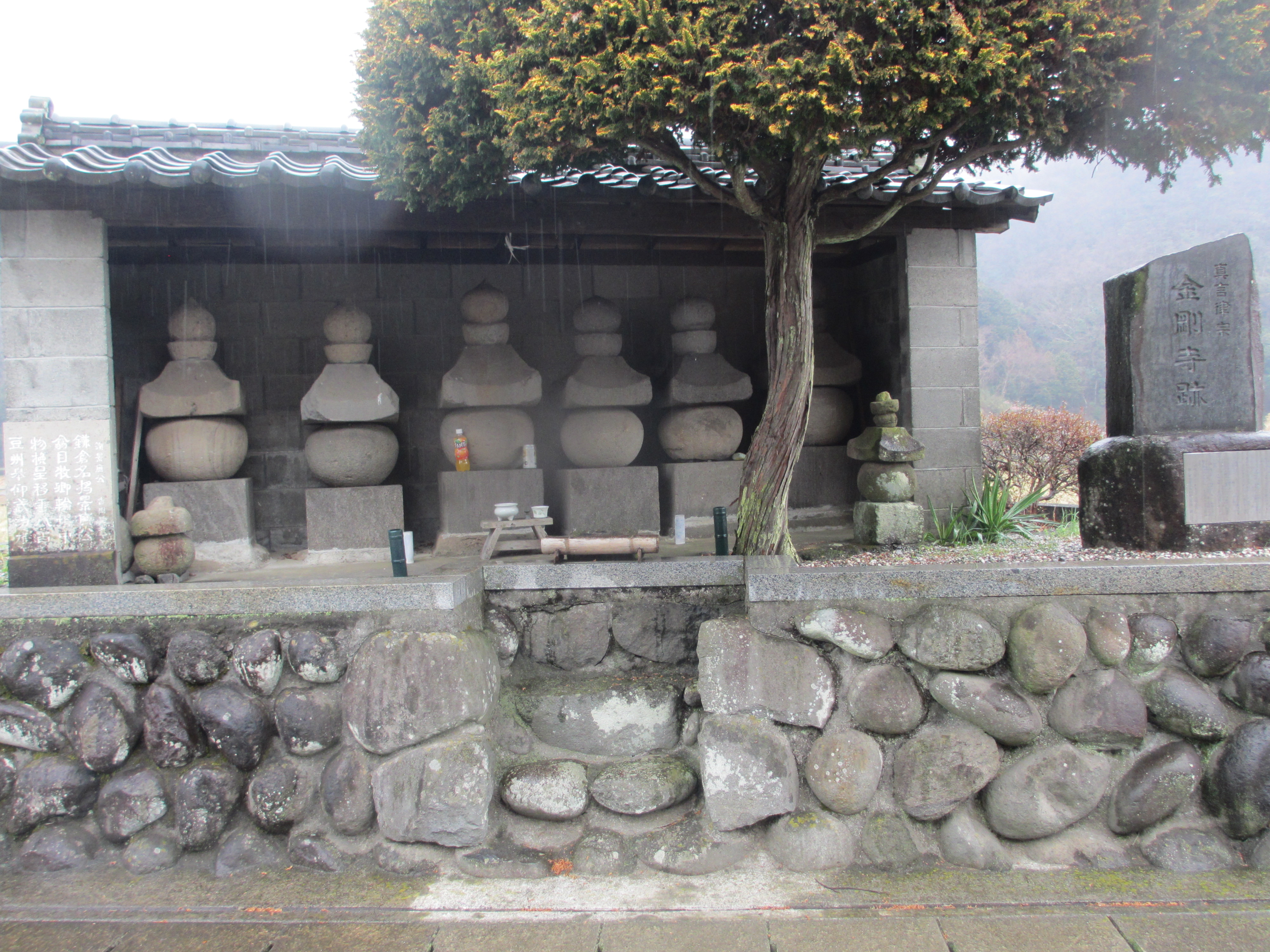
加藤景廉公一族の墓（五輪塔）（牧之郷・沖の原地区、金剛寺跡）
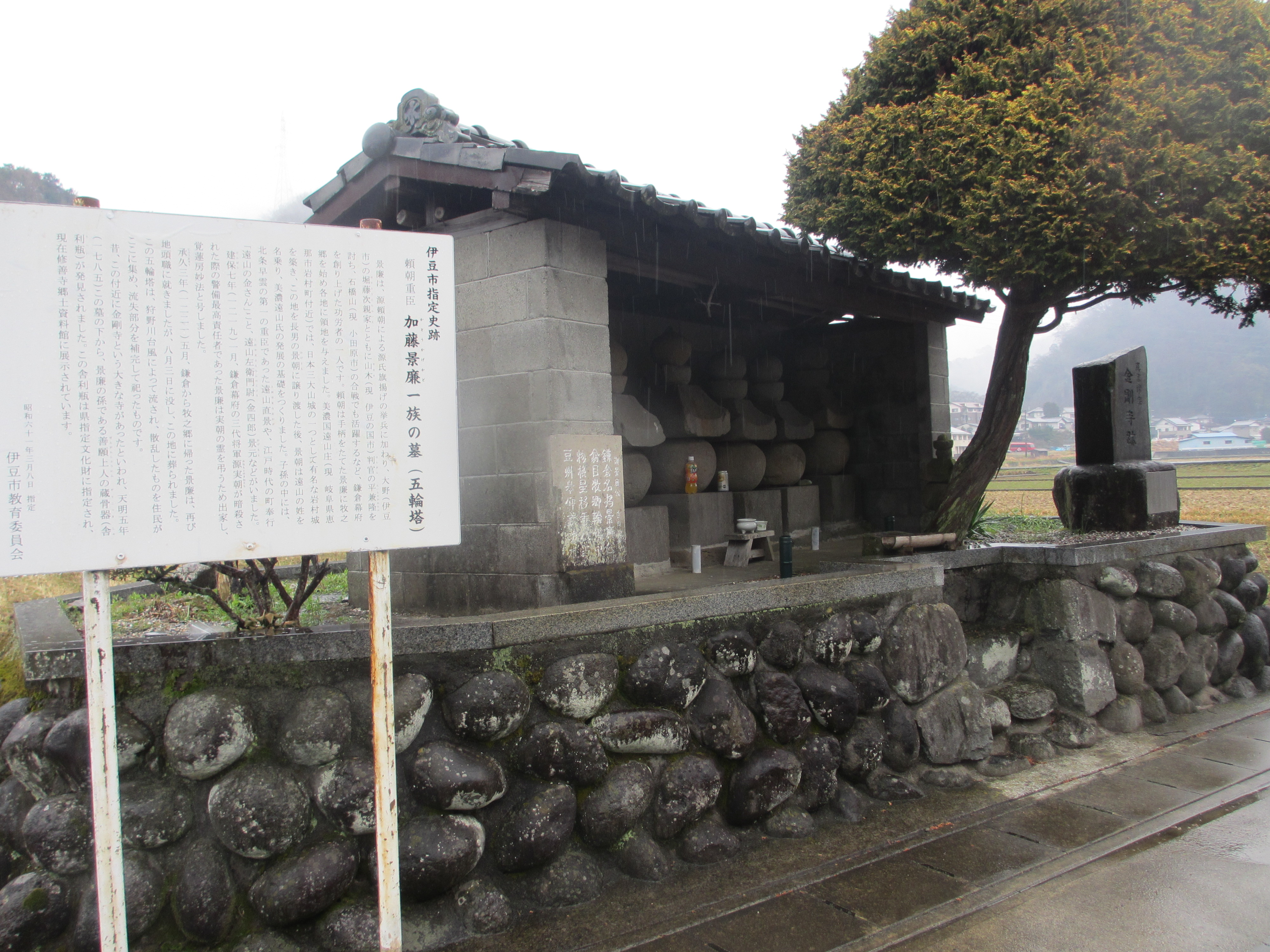
加藤景廉公一族の墓説明板（子孫に「遠山の金さん」こと遠山左衛門尉景元の記述あり）

## 関連作品
テレビドラマ
- 『草燃える』（1979年、NHK大河ドラマ、演：樋浦勉）
- 『炎立つ』（1993年-1994年、NHK大河ドラマ、演：小野了）